# Quảng Lâm, Điện Biên
Quảng Lâm là một xã thuộc huyện Mường Nhé, tỉnh Điện Biên, Việt Nam.

## Địa lý
Xã Quảng Lâm nằm ở phía nam huyện Mường Nhé, có vị trí địa lý:
- Phía bắc giáp xã Nậm Kè và xã Pá Mỳ
- Các phía còn lại giáp huyện Nậm Pồ.

Xã Quảng Lâm có diện tích 107,75 km², dân số năm 2022 là 3.124 người, mật độ dân số đạt 28 người/km².

## Hành chính
Xã Quảng Lâm được chia thành 8 bản.

## Lịch sử
Ngày 21 tháng 3 năm 2006, Chính phủ ban hành Nghị định số 27/2006/NĐ-CP về việc thành lập xã Quảng Lâm trên cơ sở 23.512,44 ha diện tích tự nhiên và 3.093 nhân khẩu của xã Mường Toong.
Ngày 16 tháng 4 năm 2009, Chính phủ ban hành Nghị định số 17/NĐ-CP về việc thành lập xã Na Cô Sa trên cơ sở điều chỉnh 12.589,4 ha diện tích tự nhiên và 2.367 nhân khẩu của xã Quảng Lâm.
Sau khi điều chỉnh địa giới hành chính, xã Quảng Lâm còn lại 10.737,49 ha diện tích tự nhiên và 2.137 nhân khẩu.